# The Fashion Awards
The Fashion Awards, до 2016 року British Fashion Awards — щорічна нагорода, заснована у Великій Британії в 1989 році для відзначення як британських, так і міжнародних осіб і компаній, які протягом року здійснили найбільший внесок у індустрію моди. Церемонія організована Британською радою моди і є основним збором коштів для Освітнього фонду BFC, благодійної організації, яка сприяє досконалості в дизайні, фінансово підтримуючи студентів, які мають здатність і потенціал зробити винятковий внесок в індустрію моди.

## Історія
Перша церемонія вручення премії Fashion Awards, яка тоді називалася British Fashion Awards, відбулася 17 жовтня 1989 року, на якій була присутня принцеса Діана, яка спеціально для цієї нагоди одягла сукню від Кетрін Вокер.
У 2010 році чотириразовий переможець премії «Британський дизайнер року» Александр МакКвін посмертно отримав нагороду за видатні досягнення в дизайні одягу на знак визнання його видатної кар'єри.

## Переможці

### 2019
| Нагорода                                    | Переможець |
| Дизайнер року                               | Деніел Лі для Bottega Veneta                                                                                      |
| Дизайнер року аксесуарів                    | Деніел Лі для Bottega Veneta                                                                                      |
| Лідер бізнесу                               | Ремо Руффіні для Moncler                                                                                          |
| Премія Urban Luxe                           | Fenty |
| Модель року                                 | Адут Акеч |
| Британський молодий талант — жіночий одяг   | Реджина Пйо |
| Британський молодий талант — чоловічий одяг | Бетані Вільямс |
| Британський дизайнер року — жіночий одяг    | Деніел Лі для Bottega Veneta                                                                                      |
| Британський дизайнер року — чоловічий одяг  | Кім Джонс для Dior Homme                                                                                          |
| Нагорода за видатні досягнення              | Джорджіо Армані                                                                                                   |
| Нагорода «За позитивні зміни».              | Сторони, які підписали Хартію індустрії моди про кліматичні дії, започатковану на Конвенції ООН про зміну клімату |
| Премія Ізабелли Блоу для творця моди        | Сем Макнайт |
| Бренд року                                  | Боттега Венета |
| Ікона моди                                  | Наомі Кемпбелл |
| Премія першовідкривача                      | Сара Бертон OBE                                                                                                   |

### 2018
| Нагорода                                    | Переможець                      |
| Дизайнер року                               | П'єрпаоло Піччолі для Валентино |
| Дизайнер року аксесуарів                    | Демна Гвасалія для Balenciaga   |
| Лідер бізнесу                               | Марко Біззаррі для Gucci        |
| Премія Urban Luxe                           | Вірджил Абло для Off-White      |
| Модель року                                 | Кайя Гербер                     |
| Британський молодий талант — жіночий одяг   | Річард Квінн                    |
| Британський молодий талант — чоловічий одяг | Семюел Росс для A-COLD-WALL     |
| Британський дизайнер року — жіночий одяг    | Клер Вейт Келлер для Givenchy   |
| Британський дизайнер року — чоловічий одяг  | Крейг Грін                      |
| Нагорода за видатні досягнення              | Міучча Прада                    |
| Премія Swarovski за позитивні зміни         | Вів'єн Вествуд                  |
| Премія Ізабелли Блоу для творця моди        | Мерт і Маркус                   |
| Бренд року                                  | Gucci                           |
| Спеціальна нагорода за інновації            | Parley for the Oceans           |
| Першовідкривач 2018 року                    | Кім Джонс                       |

### 2017
| Нагорода                                    | Переможець                        |
| Дизайнер року                               | Раф Сімонс для Calvin Klein       |
| Дизайнер року аксесуарів                    | Джонатан Андерсон для Loewe       |
| Лідер бізнесу                               | Марко Біззаррі для Gucci          |
| Премія Urban Luxe                           | Off-White                         |
| Модель року                                 | Наомі Кемпбелл                    |
| Британський молодий талант — жіночий одяг   | Майкл Халперн для Halpern         |
| Британський молодий талант — чоловічий одяг | Чарльз Джеффрі для LOVERBOY       |
| Британський дизайнер року — жіночий одяг    | Джонатан Андерсон для JW Anderson |
| Британський дизайнер року — чоловічий одяг  | Крейг Грін                        |
| Видатний внесок у Британську премію моди    | Крістофер Бейлі                   |
| Премія Swarovski за позитивні зміни         | Марія Грація К'юрі для Dior       |
| Премія Ізабелли Блоу для творця моди        | Пет МакГрат                       |
| Ікона моди Versace та художній керівник     | Донателла Версаче                 |
| Спеціальна нагорода за інновації            | Стелла Маккартні                  |

### 2016
| Нагорода                                   | Переможець                    |
| Британський дизайнер чоловічого одягу року | Крейг Грін                    |
| Британський дизайнер року жіночого одягу   | Сімона Роша                   |
| Британський молодий талант                 | Моллі Годдард                 |
| Премія Swarovski за позитивні зміни        | Франка Соццані                |
| Премія Ізабелли Блоу для творця моди       | Брюс Вебер                    |
| Особливе визнання                          | 100 років британського Vogue  |
| Британський бренд                          | Александр МакКвін             |
| Лідер міжнародного бізнесу                 | Марко Біззаррі для Gucci      |
| Міжнародний міський бренд класу люкс       | Vetements                     |
| Міжнародний дизайнер аксесуарів            | Алессандро Мікеле для Gucci   |
| Міжнародний дизайнер готового одягу        | Демна Гвасалія для Balenciaga |
| Міжнародна модель                          | Джіджі Хадід                  |
| Нова ікона моди                            | Джейден і Віллоу Сміт         |
| Видатні досягнення                         | Ральф Лоурен                  |

### 2015
| Нагорода                                   | Переможець                  |
| Дизайнер року чоловічого одягу             | Дж. В. Андерсон             |
| Дизайнер року жіночого одягу               | Дж. В. Андерсон             |
| Новий дизайнер жіночого одягу              | Томас Тейт                  |
| Новий дизайнер чоловічого одягу            | Грейс Вельс Боннер          |
| Новий дизайнер аксесуарів                  | Джордан Аскілл              |
| Червоний килим                             | Том Форд                    |
| Модель                                     | Джордан Данн                |
| Нагорода за видатні досягнення             | Карл Лагерфельд             |
| Творча кампанія                            | Burberry                    |
| Міжнародний дизайнер                       | Алессандро Мікеле для Gucci |
| Дизайнер нового закладу                    | Мері Катранцу               |
| Дизайнер закладу                           | Ердем                       |
| Бренд                                      | Стелла Маккартні            |
| Премія Ізабелли Блоу для творця моди       | Нік Найт                    |
| Британський стиль — посол червоної доріжки | Гвендолін Крісті            |
| Британський стиль — новатор моди           | FKA Twigs                   |
| Дизайнер аксесуарів                        | Шарлотта Олімпія            |

### 2014
| Нагорода                             | Переможець                       |
| Дизайнер року чоловічого одягу       | Дж. В. Андерсон                  |
| Дизайнер року жіночого одягу         | Ердем                            |
| Новий дизайнер жіночого одягу        | Маркіз Алмейда                   |
| Новий дизайнер чоловічого одягу      | Крейг Грін                       |
| Новий дизайнер аксесуарів            | Призма                           |
| Дизайнер червоної доріжки            | Александр МакКвін                |
| Модель                               | Кара Делевінь                    |
| Спеціальна нагорода                  | Кріс Мур                         |
| Премія Ізабелли Блоу для творця моди | Едвард Еннінфул                  |
| Міжнародний дизайнер                 | Ніколя Геск'єр для Louis Vuitton |
| Нагорода за видатні досягнення       | Анна Вінтур OBE                  |
| Творча кампанія                      | Луї Вітон                        |
| Дизайнер нового закладу              | Сімона Роша                      |
| Дизайнер закладу                     | Preen                            |
| Бренд                                | Вікторія Бекхем                  |
| Премія Британського стилю            | Емма Вотсон                      |
| Дизайнер аксесуарів                  | Аня Гіндмарч                     |

### 2013
| Нагорода                                  | Переможець                   |
| Дизайнер року чоловічого одягу            | Крістофер Бейлі для Burberry |
| Дизайнер року жіночого одягу              | Крістофер Кейн               |
| Новий дизайнер жіночого одягу             | Сімона Роша                  |
| Новий дизайнер чоловічого одягу           | Агі і Сем                    |
| Новий дизайнер аксесуарів                 | Софія Вебстер                |
| Премія Ізабелли Блоу для творця моди      | Леді Аманда Гарлеч           |
| Модель року                               | Еді Кемпбелл                 |
| Міжнародний дизайнер року                 | Міучча Прада для Prada       |
| Премія Червоної доріжки                   | Ердем                        |
| Дизайнер року нового закладу              | Дж. В. Андерсон              |
| Бренд року                                | Burberry                     |
| Нагорода British Style Award від Vodafone | Гаррі Стайлз                 |
| Дизайнер року аксесуарів                  | Ніколас Кірквуд              |
| Нагорода BFC за видатні досягнення        | Террі і Тріша Джонс          |
| Спеціальна нагорода                       | Кейт Мосс                    |
| Спеціальна нагорода                       | Сюзі Менкес                  |

### 2012
| Нагорода                                        | Переможець                  |
| Дизайнер року                                   | Стелла Маккартні            |
| Премія британського стилю                       | Алекса Чанг                 |
| Нагорода Emerging Talent Award — Ready-To-Wear  | Дж. В. Андерсон             |
| Нагорода Emerging Talent Award — чоловічий одяг | Джонатан Сондерс            |
| Премія Червоної доріжки                         | Роксанда Ілінчич            |
| Emerging Talent — Аксесуари                     | Софі Галм                   |
| Дизайнер аксесуарів                             | Ніколас Кірквуд             |
| Дизайнерський бренд                             | Стелла Маккартні            |
| Премія Ізабелли Блоу для творця моди            | Луїза Вілсон                |
| Модель                                          | Кара Делевінь               |
| Премія «Новий заклад».                          | Ердем                       |
| Дизайнер чоловічого одягу                       | Кім Джонс для Louis Vuitton |
| Видатні досягнення BFC у сфері моди             | Маноло Бланік CBE           |
| Спеціальна нагорода                             | Гарольд Тілман              |

### 2011
| Нагорода                                        | Переможець                        |
| Дизайнер року                                   | Сара Бертон для Alexander McQueen |
| Нагорода Emerging Talent Award — Ready-To-Wear  | Мері Катранцу                     |
| Нагорода Emerging Talent Award — Аксесуари      | Табіта Сіммонс                    |
| Нагорода Emerging Talent Award — чоловічий одяг | Крістофер Реберн                  |
| Модель                                          | Стелла Теннант                    |
| Дизайнерський бренд                             | Вікторія Бекхем                   |
| Премія Британського стилю                       | Алекса Чанг                       |
| Премія Ізабелли Блоу для творця моди            | Сем Гейнсбері                     |
| Премія Червоної доріжки                         | Стелла Маккартні                  |
| Дизайнер аксесуарів                             | Шарлотта Олімпія                  |
| Премія «Новий заклад».                          | Крістофер Кейн                    |

### 2010
| Нагорода                                       | Переможець           |
| Дизайнер року                                  | Фібі Філо для Celine |
| Видатні досягнення BFC у сфері моди            | Александр МакКвін    |
| Дизайнер аксесуарів                            | Ніколас Кірквуд      |
| Модель                                         | Лара Стоун           |
| Дизайнер чоловічого одягу                      | Е. Таутц             |
| Нагорода Emerging Talent Award — Ready-to-Wear | Мідхем Кірхгоф       |
| Нагорода Emerging Talent Award — Аксесуари     | Хусам Ель-Оде        |
| Особливе визнання                              | Наомі Кемпбелл       |
| Цифрові інновації                              | Burberry             |
| Британський стиль                              | Алекса Чанг          |
| Премія Ізабелли Блоу для творця моди           | Нікола Формічетті    |
| Дизайнерський бренд                            | Mulberry             |

### 2009
| Нагорода                                                 | Переможець            |
| Дизайнер року BFC                                        | Крістофер Бейлі       |
| Премія Swarovski Emerging Talent Award за аксесуари      | Голлі Фултон          |
| Премія Swarovski Emerging Talent Award для Ready-to-Wear | Пітер Пілотто         |
| Дизайнерський бренд                                      | Burberry              |
| Модель                                                   | Джорджія Джаггер      |
| Дизайнер аксесуарів                                      | Кеті Гіллієр          |
| Дизайнер чоловічого одягу                                | Кім Джонс для Dunhill |
| Видатні досягнення BFC у дизайні моди                    | Джон Гальяно          |
| Лондон 25                                                | Кейт Мосс             |
| Премія Ізабелли Блоу для творця моди                     | Грейс Коддінгтон      |
| Британська колекція року BFC                             | Крістофер Кейн        |

### 2008
| Нагорода                                                 | Переможець                   |
| Дизайнер року                                            | Луелла Бартлі                |
| Видатні досягнення                                       | Стівен Джонс                 |
| Нагорода Swarovski Emerging Talent Award — Аксесуари     | Ніколас Кірквуд              |
| Нагорода Swarovski Emerging Talent Award — Ready to Wear | Луїза Голдін                 |
| Дизайнер чоловічого одягу                                | Крістофер Бейлі для Burberry |
| Дизайнер червоної доріжки                                | Метью Вільямсон              |
| Премія Ізабелли Блоу для творця моди                     | Тім Волкер                   |
| Дизайнерський бренд                                      | Джиммі Чу                    |
| Дизайнер аксесуарів                                      | Руперт Сандерсон             |
| Модель                                                   | Джордан Данн                 |
| На замовлення                                            | Річард Джеймс                |

### 2007
| Нагорода                                          | Переможець                   |
| Дизайнер року                                     | Стелла Маккартні             |
| Дизайнер червоної доріжки                         | Marchesa                     |
| Дизайнер нового покоління                         | Крістофер Кейн               |
| Дизайнер аксесуарів                               | Том Біннс                    |
| Найкраща нова концепція роздрібної торгівлі       | Марк Джейкобс                |
| Дизайнер чоловічого одягу                         | Крістофер Бейлі для Burberry |
| Модель                                            | Агнесс Дейн                  |
| Дизайнерський бренд                               | Аня Гіндмарч                 |
| Нагорода BFC за видатні досягнення в дизайні моди | Дама Вів'єн Вествуд          |
| Нагорода BFC Enterprise (спонсор: Swarovski)      | Ердем                        |
| Премія Ізабелли Блоу за створення моди            | Майкл Гавеллс                |

### 2006
| Нагорода                                        | Переможець                 |
| Дизайнер року                                   | Джайлз Дікон               |
| Дизайнер червоної доріжки                       | Вів'єн Вествуд             |
| Дизайнер нового покоління                       | Маріос Шваб                |
| Дизайнер аксесуарів                             | Стюарт Веверс для Mulberry |
| Роздрібний продавець                            | B Store                    |
| Дизайнер чоловічого одягу                       | Кім Джонс                  |
| Модель року                                     | Кейт Мосс                  |
| Премія V&A за видатні досягнення в області моди | Джоан Бурштейн CBE         |
| Творець моди                                    | Юджин Сулейман             |
| BFC Fashion Enterprise                          | Джонатан Сондерс           |

### 2005
| Нагорода                                        | Переможець                  |
| Дизайнер року                                   | Крістофер Бейлі             |
| Дизайнер червоної доріжки                       | Ролан Муре                  |
| Дизайнер нового покоління                       | Дуро Олову                  |
| Дизайнер аксесуарів                             | Стівен Джонс                |
| Роздрібний продавець                            | Dover Street Market         |
| Дизайнер чоловічого одягу                       | Карло Бранделлі для Kilgour |
| Модель року                                     | Карен Елсон                 |
| Премія V&A за видатні досягнення в області моди | Сюзі Менкес OBE             |
| Творець моди                                    | Шарлотта Тілбері            |

### 2004
| Нагорода                                        | Переможець        |
| Дизайнер року                                   | Фібі Філо         |
| Новий конструктор                               | Джайлз Дікон      |
| Дизайнер аксесуарів                             | Mulberry          |
| Роздрібний продавець                            | Net-a-Porter      |
| Дизайнер чоловічого одягу                       | Александр МакКвін |
| Модель року                                     | Лілі Коул         |
| Премія V&A за видатні досягнення в області моди | Девід Бейлі       |
| Творець моди                                    | Пет МакГрат       |

### 2003
| Нагорода                      | Переможець        |
| Дизайнер року                 | Александр МакКвін |
| Дизайнер нового покоління     | Софія Кокосалакі  |
| Дизайнер аксесуарів           | Маноло Бланік CBE |
| Гламурний дизайнер            | Жюльєн Макдональд |
| Сучасний дизайнер             | Пол Сміт          |
| High Street Fashion Retailer  | Reiss             |
| Дизайнер чоловічого одягу     | Пол Сміт          |
| Британський журналіст року    | Гіларі Александер |
| Найстильніший фотограф        | Маріо Тестіно     |
| Найстильніша модель           | Ерін О'Коннор     |
| Стиліст                       | Кеті Гранд        |
| Жіноча телевізійна особа      | Кім Кетролл       |
| Чоловічий телевізійник        | Ant & Dec         |
| Кіноактриса                   | Мінні Драйвер     |
| Кіноактор                     | Юен Макгрегор     |
| Чоловічий музичний виконавець | Роббі Вільямс     |
| Жіночий музичний артист       | Вікторія Бекхем   |
| Спортивна особистість         | Девід Бекхем      |

### 2002
Нагород не вручено

### 2001
| Нагорода                  | Переможець        |
| Дизайнер року             | Александр МакКвін |
| Гламурний дизайнер        | Жюльєн Макдональд |
| Класичний дизайнер        | Пол Сміт          |
| Сучасний дизайнер         | Burberry          |
| Дизайнер аксесуарів       | Аня Гіндмарч      |
| Вуличний стиль            | i.e. uniform      |
| Дизайнер нового покоління | Стелла Маккартні  |
| Роздрібний продавець      | Topshop           |
| Журналіст                 | Ліза Армстронг    |
| Стиліст                   | Люсінда Чемберс   |
| Модель                    | Кейт Мосс         |
| Чоловічий одяг            | Річард Джеймс     |
| Народна премія Rover      | Джемайма Хан      |

### 2000
| Нагорода                  | Переможець        |
| Дизайнер року             | Гусейн Чалаян     |
| Гламурний дизайнер        | Стелла Маккартні  |
| Класичний дизайн          | Burberry          |
| Сучасний дизайн           | Joseph            |
| Дизайнер аксесуарів       | Джиммі Чу         |
| Вуличний стиль            | Maharishi         |
| Дизайнер нового покоління | Трейсі Бойд       |
| Роздрібний продавець      | Topshop           |
| Журналіст                 | Мімі Спенсер      |
| Стиліст                   | Кеті Інгленд      |
| Дизайнер чоловічого одягу | Озвальд Боатенг   |
| Народна премія Rover      | Александр МакКвін |

### 1999
| Нагорода                  | Переможець         |
| Дизайнер року             | Гусейн Чалаян      |
| зал слави                 | Відал Сасун        |
| Класичний дизайн          | Burberry           |
| Сучасний дизайнер         | Бетті Джексон      |
| Дизайнер аксесуарів       | Маноло Бланік CBE  |
| Вуличний стиль            | YMC                |
| Дизайнер нового покоління | Елспет Гібсон      |
| Роздрібний продавець      | French Connection  |
| Журналіст                 | Сюзі Менкес        |
| Гламурний дизайнер        | English Eccentrics |
| Стиліст                   | Люсінда Чемберс    |
| Чоловічий одяг            | Пол Сміт           |

### 1998
Нагород не вручено

### 1997
| Нагорода                  | Переможець                       |
| Дизайнер року             | Александр Макквін і Джон Гальяно |
| зал слави                 | Клінтон Сільвер                  |
| Класичний дизайн          | Джон Смедлі                      |
| Сучасний дизайнер         | Ніколь Фархі                     |
| Дизайнер аксесуарів       | Філіп Трісі                      |
| Вуличний стиль            | Red or Dead                      |
| Дизайнер нового покоління | Антоніо Берарді                  |
| Роздрібний продавець      | Jigsaw                           |
| Журналіст                 | Гіларі Александер                |
| Гламурний дизайнер        | Пірс Фіонда                      |
| Дизайнер чоловічого одягу | Пол Сміт                         |

### 1996
| Нагорода                                    | Переможець          |
| Дизайнер року                               | Александр МакКвін   |
| зал слави                                   | Леді Мері Гендерсон |
| Класичний дизайн                            | Jaeger              |
| Сучасний дизайнер                           | Ніколь Фархі        |
| Дизайнер аксесуарів                         | Філіп Трісі         |
| Вуличний стиль                              | Red or Dead         |
| Дизайнер нового покоління                   | Клемент Ріб'єро     |
| Роздрібна торгівля під керівництвом дизайну | Oasis               |
| Журналіст                                   | Аєн Р. Вебб         |
| Гламурний дизайнер                          | Аманда Вейклі       |
| Модна особистість                           | Кейт Мосс           |

### 1995
| Нагорода                                    | Переможець      |
| Дизайнер року                               | Джон Гальяно    |
| зал слави                                   | Зандра Родс     |
| Класичний дизайн                            | Marks & Spencer |
| Сучасний дизайнер                           | Ніколь Фархі    |
| Дизайнер аксесуарів                         | Патрік Кокс     |
| Вуличний стиль                              | Red or Dead     |
| Дизайнер нового покоління                   | Пірс Фіонда     |
| Роздрібна торгівля під керівництвом дизайну | Oasis           |
| Журналіст                                   | Аєн Р. Вебб     |
| Гламурний дизайнер                          | Бен Де Лісі     |

### 1994
| Нагорода                  | Переможець           |
| Дизайнер року             | Джон Гальяно         |
| зал слави                 | Жан Муір             |
| Гламурний дизайнер        | Бен Де Лісі          |
| Класичний дизайн          | Marks & Spencer      |
| Дизайнер аксесуарів       | Патрік Кокс          |
| Дизайн трикотажу          | Joseph               |
| Більше Dash, ніж Cash     | French Connection    |
| Дизайнер нового покоління | Copperwheat Blundell |
| Роздрібна торгівля        | Whistles             |

### 1993
| Нагорода                  | Переможець        |
| Дизайнер року             | Джон Роча         |
| Більше Dash, ніж Cash     | French Connection |
| Класичний дизайн          | Jaeger            |
| Дизайн трикотажу          | Joseph            |
| Дизайнер аксесуарів       | Філіп Трісі       |
| Дизайнер нового покоління | Ейб Гамільтон     |
| Роздрібна торгівля        | Whistles          |
| Гламурний дизайнер        | Аманда Вейклі     |

### 1992
| Нагорода                  | Переможець      |
| Дизайнер року             | Ріфат Озбек     |
| Гламурний дизайнер        | Аманда Вейклі   |
| Класичний дизайн          | Mulberry        |
| Дизайн трикотажу          | Joseph          |
| Дизайнер аксесуарів       | Філіп Трісі     |
| Дизайнер нового покоління | Флайт Остелл    |
| Більше Dash, ніж Cash     | Monix           |
| Зал слави                 | Сер Едвард Рейн |
|                           |                 |

### 1991
| Нагорода                  | Переможець      |
| Дизайнер року             | Вів'єн Вествуд  |
| Зал слави                 | Беатрікс Міллер |
| Дизайнер нового покоління | Белла Фрейд     |
| Дизайнер аксесуарів       | Філіп Трісі     |
| Більше Dash, ніж Cash     | Монікс          |
| Дизайнер готового одягу   | Джон Смедлі     |
| Класичний дизайнер        | Джаспер Конран  |
| Гламурний дизайнер        | Кетрін Вокер    |

### 1990
| Нагорода                       | Переможець |
| Дизайнер року                  | Вів'єн Вествуд |
| Зал слави                      | Мері Квант |
| Класичний дизайн               | <a href="./Джозеф (модний бренд)" rel="mw:WikiLink" data-linkid="935" data-cx="{&amp;quot;adapted&amp;quot;:false,&amp;quot;sourceTitle&amp;quot;:{&amp;quot;title&amp;quot;:&amp;quot;Joseph (fashion brand)&amp;quot;,&amp;quot;description&amp;quot;:&amp;quot;UK fashion brand&amp;quot;,&amp;quot;pageprops&amp;quot;:{&amp;quot;wikibase_item&amp;quot;:&amp;quot;Q6280747&amp;quot;},&amp;quot;pagelanguage&amp;quot;:&amp;quot;en&amp;quot;},&amp;quot;targetFrom&amp;quot;:&amp;quot;mt&amp;quot;}" class="cx-link" id="mwBZ4" title="Джозеф (модний бренд)">Joseph</a> |
| Дизайн трикотажу               | <a href="./Джозеф (модний бренд)" rel="mw:WikiLink" data-linkid="938" data-cx="{&amp;quot;adapted&amp;quot;:false,&amp;quot;sourceTitle&amp;quot;:{&amp;quot;title&amp;quot;:&amp;quot;Joseph (fashion brand)&amp;quot;,&amp;quot;description&amp;quot;:&amp;quot;UK fashion brand&amp;quot;,&amp;quot;pageprops&amp;quot;:{&amp;quot;wikibase_item&amp;quot;:&amp;quot;Q6280747&amp;quot;},&amp;quot;pagelanguage&amp;quot;:&amp;quot;en&amp;quot;},&amp;quot;targetFrom&amp;quot;:&amp;quot;mt&amp;quot;}" class="cx-link" id="mwBaI" title="Джозеф (модний бренд)">Joseph</a> |
| Дизайнер аксесуарів            | Маноло Бланік |
| Більше Dash, ніж Cash          | Jigsaw |
| Інноваційний дизайн            | Гелен Сторі |
| Британський дизайнер від кутюр | Кетрін Вокер |
| Гламурний дизайнер             | Ріфат Озбек |

### 1989
| Нагорода            | Переможець          |
| Дизайнер року       | Workers for Freedom |
| Зал слави           | Гарді Ейміс         |
| Класичний дизайнер  | Ніколь Фархі        |
| Сучасний дизайн     | Jigsaw              |
| Дизайнер аксесуарів | Дінні Хол           |
| Фотограф року       | Імон МакКейб        |
| Гламурний дизайнер  | Ентоні Прайс        |